# André Orain
Pour les articles homonymes, voir Orain.
André Orain est un auteur français du XXe siècle.

## Œuvres
- Le Roman de Michel Raimbaud, Paris, Calmann-Lévy, 1930.
- Le Tragique de la jeunesse, Paris, Calmann-Lévy, 1930.
- Les Égarés, Paris, Flammarion, 1939.
- Printemps, Paris, Flammarion, 1947.

## Fortune critique
- Le Figaro, « Courriers des lettres »,17 septembre 1934 :  Les directeurs de Calmann-Lévy annoncent comme une révélation un roman de M. André Orain qui met en scène un type de jeune fille « très moderne et très sérieuse », Le Tragique de la jeunesse. -N'oublions pas pourtant que les éditeurs sont un peu des pères et que les pères reconnaissent aisément la beauté sur un visage de rejeton.
- Le Journal, 22 février 1939, André Orain, Les égarés, roman. Deux frères aux prises dans une formidable partie d'affaires. Et l'un d'eux qui, au moment de sauter, engage son dernier atout : sa jeune femme. Un livre qui nous prend à la gorge dès les premières répliques et ne relâche plus son étreinte !. Avez-vous lu Les Egarés ? (Flammarion :18 francs,).